# Syre

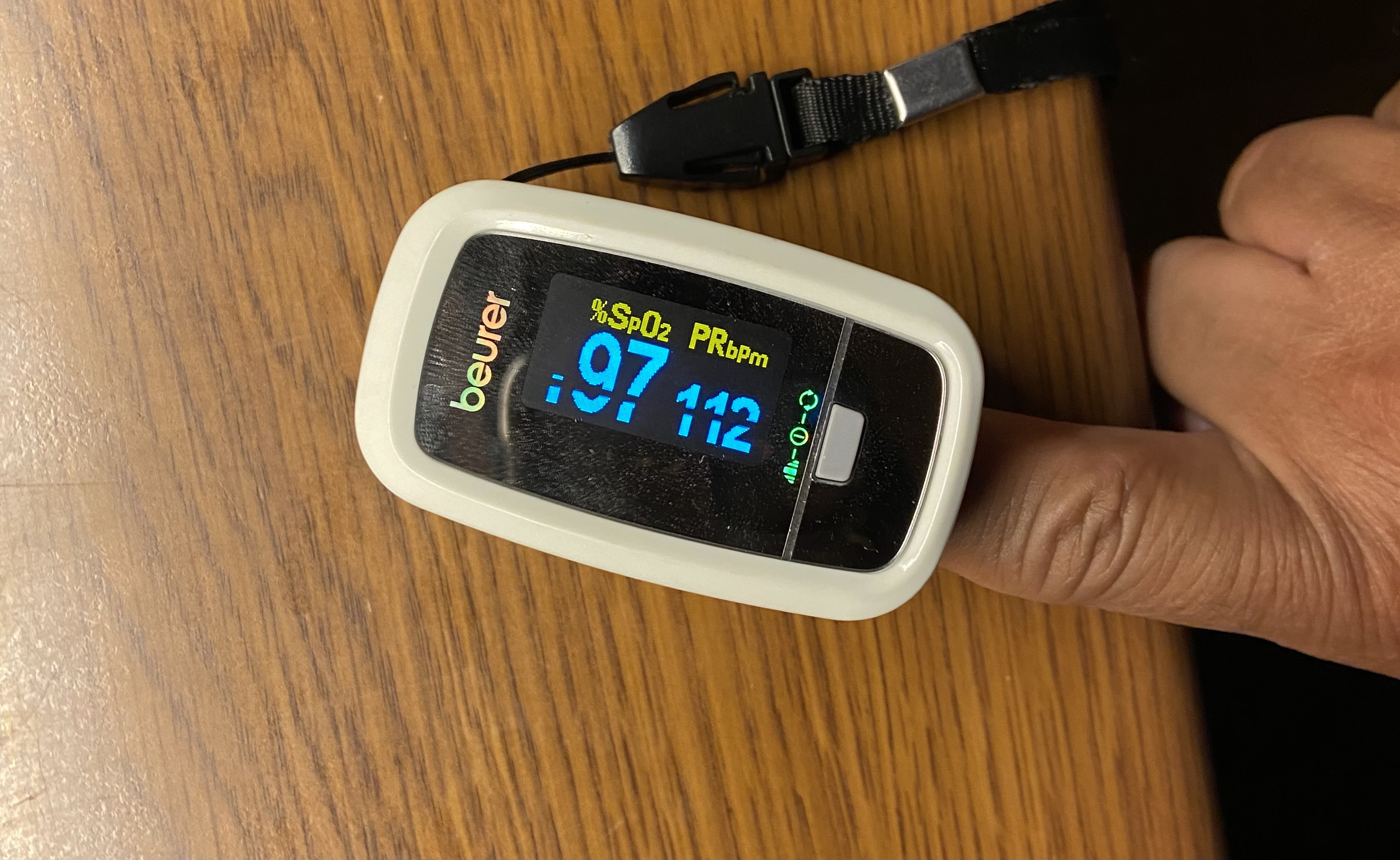
Med en pulsoximeter kan man mäta pulsen och syremättnaden i blodet med hjälp av ljus. En normal saturation hos en lungfrisk vuxen person ska ligga på mellan 96 och 100% (på bilden visar mätaren ett värde på 97% syremättnad).

Syre eller oxygen (latin: Oxygenium) är ett grundämne med tecknet O och atomnummer 8. För att minska risken för förväxling på svenska med syra och som en internationell anpassning  kallar man ibland, till exempel på gastuber, ämnet för oxygen. Syre är vid standardtryck och -temperatur (STP) en gas, syrgas, O2, som förekommer i atmosfären i en halt av cirka 21 volymprocent. O2 benämns ofta "molekylärt syre". En mindre andel finns i formen O3, ozon.

## Egenskaper

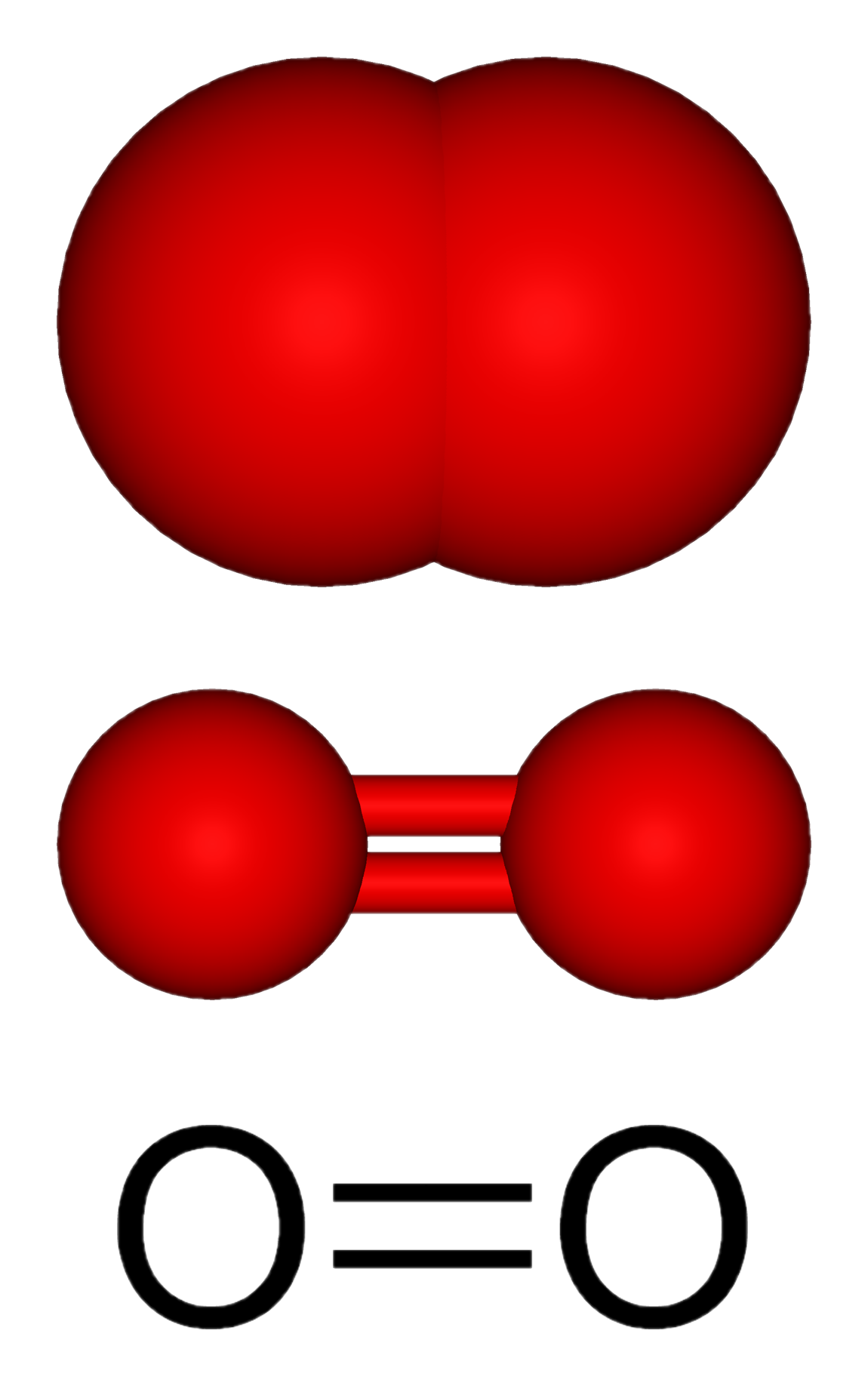
Tvåatomigt syre, O_{2}

Molekylorbitaler för tvåatomigt syre. Bilden visar elektronkonfigurationen för grundtillståndet; elektronerna i π*-orbitalerna har parallella spinn så molekylen är i triplettillstånd.

Syre förekommer vid standardtryck och -temperatur som en tvåatomig gas, O2 (syrgas), där bindningen förenklat kan beskrivas som en kovalent dubbelbindning.
En ovanlighet med syremolekylen är att dess grundtillstånd är vad man kallar triplett, då den har två oparade elektroner med parallella spinn (de är annars vanligen ordnade som elektronpar med antiparallella spinn). Detta medför att syre under normala förhållanden i rumstemperatur är mindre reaktivt med de flesta andra ämnen än det annars hade varit, på grund av den mängd aktiveringsenergi som krävs.
Syremolekylen har tre spinn-isomerer; förutom grundtillståndets triplettillstånd, finns det två isomerer som istället har parade elektroner och därmed är i så kallat singlettillstånd. Redan vid den första exciterade nivån, alltså efter ett första energiupptag, är syremolekylen i ett singlettillstånd, som gör den mycket reaktiv med andra ämnen (det blir nu möjligt då de flesta andra molekyler är i singlettillstånd).
O2 bildar stabila kemiska föreningar med de flesta andra grundämnen. Syre är ett starkt oxidationsmedel och förbränning i luft är vanligen oxidering av brännbara material under stark värmeutveckling. Korrosion innebär i vissa fall en långsam oxidering med bildning av ett oxidskikt på metallen i fråga. Järnets korrosionsprodukter kallas rost. 
En liten mängd syre kan lösa sig i vatten, tillräckligt för djurlivet i vattnet (se nedan). Syre i fast och vätskeform har en blekt blå färg. Himlens blåa färg beror dock inte på detta, utan på Rayleigh-spridning.
Syrgas är luktfritt.

### Flytande syre (LOX)
Flytande syre, ibland förkortat LOX eller LOXygen är en klar, blåaktig vätska bestående av dioxygen, O2. Den används bland annat som oxidant för raketbränsle, alltifrån den första raketen med flytande bränsle uppfunnen 1926 av Robert H. Goddard, V-2-raketerna under andra världskriget till Apolloprogrammet på 1970-talet och till exempel SpaceX Starship på 2020-talet.

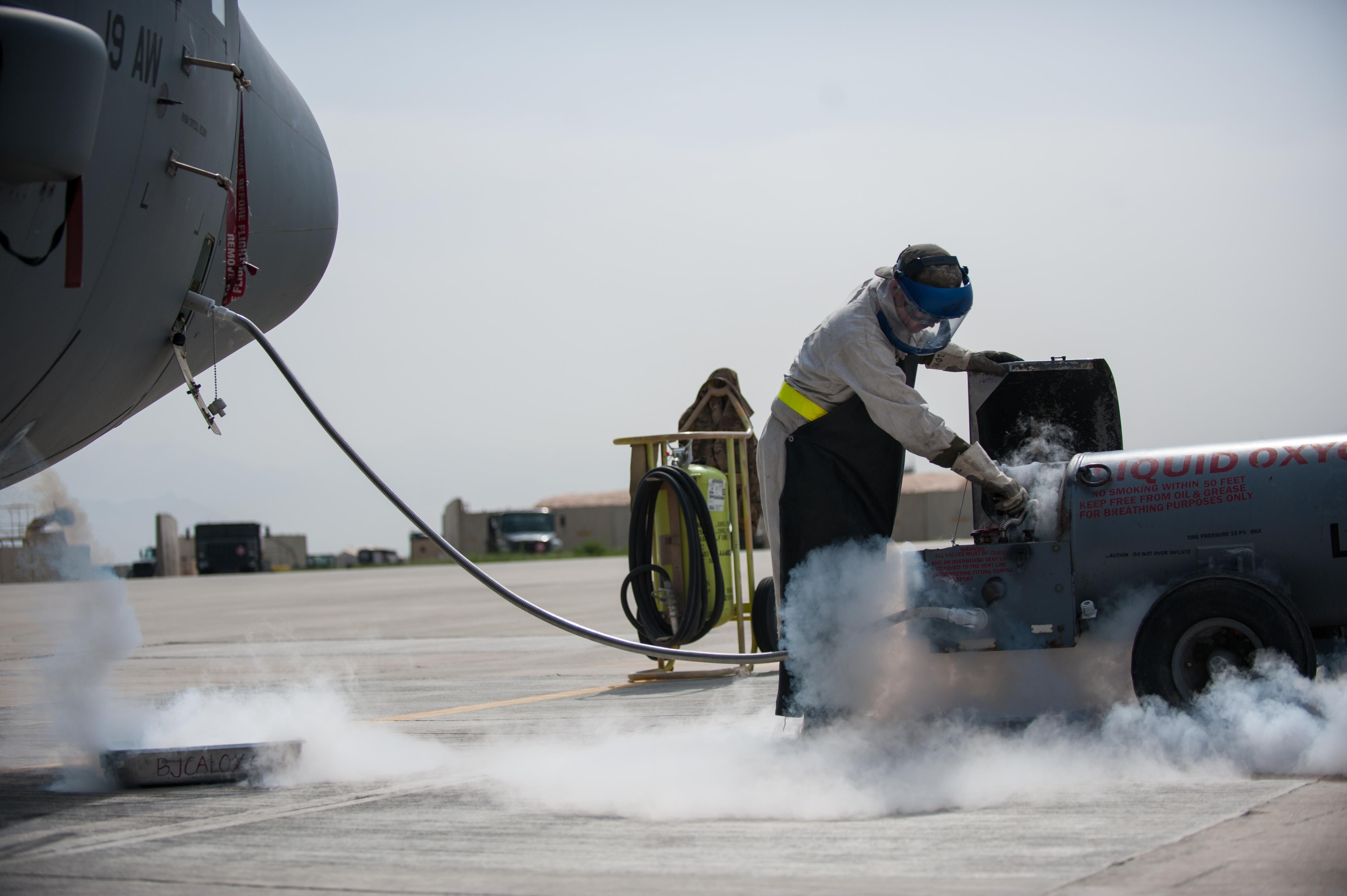
En tekniker från USA:s flygvapen överför flytande syre till ett flygplan av typen Lockheed C-130 Hercules vid Bagram Airfield i Afghanistan.

Flytande syre har en densitet på 1,141 kg/L, något mer än vatten, och har en smältpunkt på -218,79 °C och en kokpunkt på -182,96 °C vid normalt atmosfärstryck.
Flytande syre har en volymutvidgningskvot på 1:861 vilket bidrar till att det används i vissa kommersiella och militära flygplan som en kompakt och transporterbar källa för syre för andningsändamål.
Flytande kväve har en lägre kokpunkt (-196 °C) jämfört med syre (-183 °C) vilket gör att kärl med flytande kväve eller flytande luft kan kondensera syre från vanlig luft. Om en sådan behållare står öppen kan det ske en anrikning av syre vilket kan ge risk för ej avsedda reaktioner.

#### Historik
- Omkring år 1845 hade Michael Faraday lyckats framställa flytande former av de flesta då kända gaserna. Dock var det 6 gaser som med dåtidens utrustning inte lät sig omvandlas till vätska.[14]  Dessa gaser var syre, väte, kväve, kolmonoxid, metan och kväveoxid, vilka därför kallades för "permanentgaser". Begreppet används även nuförtiden (2000-talet), men avser gaser med kritisk temperatur under vanlig rumstemperatur, och som därför kräver nedkylning för att kunna kondenseras.[15]
- År 1877 lyckades Louis Paul Cailletet i Frankrike och Raoul Pictet i Schweiz framställa de första dropparna av flytande luft.[16]
- År 1883 lyckades de polska professorerna Zygmunt Wróblewski och Karol Olszewski framställa de första mätbara mängderna av flytande syre.[17]

### Allotropa former
På jorden är den vanligaste allotropa formen av syre O2, syrgas eller dioxygen.

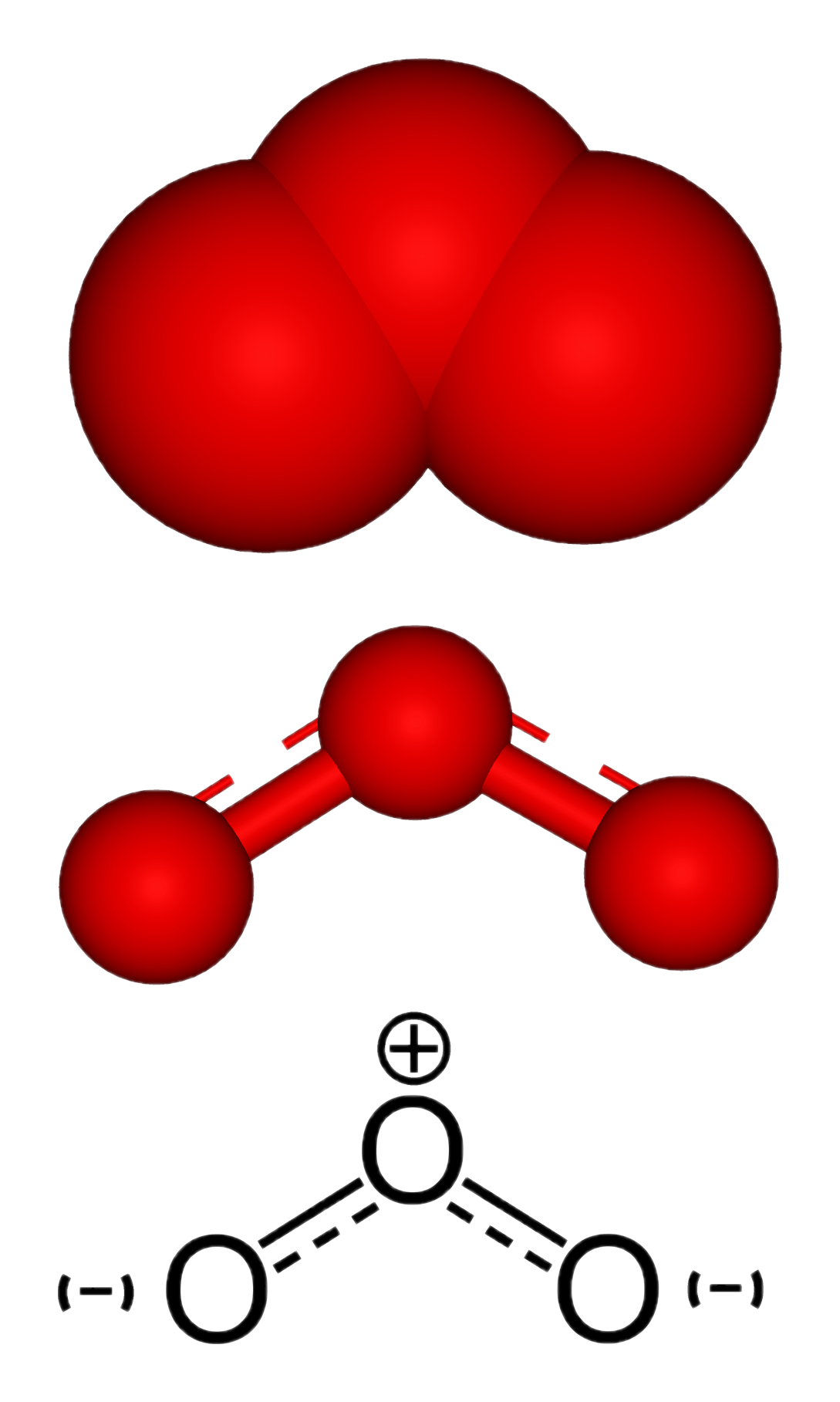
Ozon, O_{3}

Den mindre vanliga formen är ozon (O3), en gas som har en frän lukt och är giftig för människor (se marknära ozon). Den treatomiga ozonmolekylen är termodynamiskt instabil gentemot den vanliga tvåatomiga formen. Ozon bildas dock kontinuerligt i övre delen av jordens atmosfär med hjälp av kortvågig ultraviolett strålning från solen. Ozon skyddar i sin tur livet på jorden genom att blockera en stor del av UV-strålningen (särskilt det farliga ultraviolett typ C våglängd 100–280 nm).

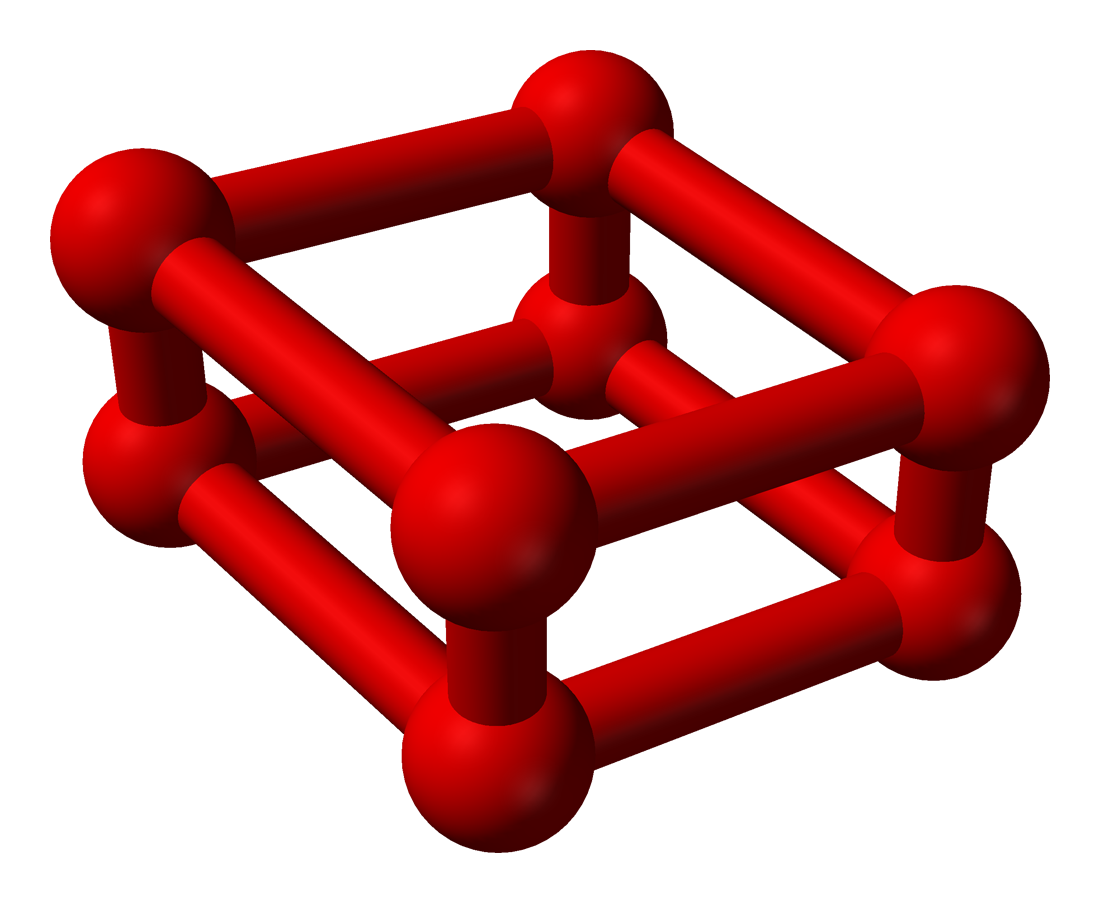
Rött syre, O_{8}

1924 upptäckte Gilbert Newton Lewis magnetiska anomalier i flytande syre som verkade komma från en tredje allotrop som han trodde var O4. 80 år senare kunde man fastställa att det berodde på att par av O2-molekyler med antiparallella spinn tillfälligt parade ihop sig till O4, som alltså inte är stabil.
Fast syre som normalt är blått blir vid högt tryck rött, vilket beror på allotropen O8.

### Isotoper
Syre har sjutton kända isotoper med massor från 12,03 u till 28,06 u. Tre av dem är stabila, 16O, 17O och 18O, av vilka 16O är den allmänt förekommande (mer än 99,7 %). De radioaktiva isotoperna har alla halveringstider på mindre än tre minuter.
Innan atommassenheten u definierades (baserat på 12C) hade syre getts atommassan 16. Eftersom fysiker ofta endast syftade på 16O medan kemister talade om den naturliga blandningen av isotoper så förekom det olika viktskalor.

## Förekomst
Syre är universums tredje vanligaste grundämne, endast överträffat av väte och helium. Syre bildas främst i tunga stjärnor genom alfaprocessen, fusion av en kolkärna och en heliumkärna.
Syre är den största grundämneskomponenten i jordskorpan, 49 % av dess massa utgörs av syre. Syre är även den näst största komponenten av hela jorden (28 % av massan), den största komponenten i oceanerna (86 % av massan) samt den näst största komponenten av atmosfären (20,947 % av volymen), efter kväve. Som grundämne förekommer syre i atmosfären och löst i haven. Vid temperaturen 25 °C och trycket 1 atm (av luft) kommer en liter vatten att lösa upp ungefär 6,04 kubikcentimeter (8,63 mg, 0,270 mmol) syre. Havsvatten kan lösa upp cirka 4,9 cm³ (7,0 mg, 0,22 mmol). Vid 0 °C kommer lösligheten att öka till 10,29 cm³ för vatten och 8,0 cm³ för havsvatten. Denna skillnad är mycket viktigt för livet i haven, eftersom vatten nära polerna kan försörja mycket mera liv per volymenhet på grund av det höga innehållet syre.

### Biologisk betydelse
Trots syrets reaktivitet förekommer det i jordatmosfären i en unikt hög halt. Andra himlakroppar i solsystemet kan ha en låg syrehalt i sina atmosfärer – denna bildas då av kemisk fotodissociation på grund av solens UV-ljus. Jordatmosfärens syre produceras nästan enbart genom biologisk fotosyntes. Rent syre tros ha dykt upp i stora mängder redan under tidiga proterozoikum, för cirka 2 miljarder år sedan. Syret löstes i haven och reagerade med järn, men för omkring 2,7 miljarder år sedan började syret frigöras till atmosfären, eftersom det från denna tid och framåt förekommer rostiga järnrika mineraler.
Syre är ett livsviktigt ämne för alla flercelliga organismer, eftersom det ingår både som byggmaterial och som energibuffert i cellandningens energiomvandling. Brist på syre leder till kvävning. Ren syrgas är dock mycket giftigt, då den orsakar massiv bildning av fria radikaler i den biologiska organismen. Det biologiska livet var i begynnelsen inte anpassat till syrets giftighet, men vissa grupper av mikrober anpassade sig till högre syrgashalt i atmosfären. Några grupper av bakterier och arkéer lever under syrefria förhållanden, t.ex. havsbottnar och dyiga sjöbottnar, och dessa har ofta bevarat sin ursprungliga känslighet för det giftiga syret.

### Föreningar
På grund av sin höga elektronegativitet kan syre bilda föreningar med nästan alla andra grundämnen, av detta har fenomenet oxidation fått sitt namn. De enda grundämnen som inte kan oxideras är fluor samt några av ädelgaserna. Många av ädelmetallerna (till exempel guld och platina) är dock mycket motståndskraftiga mot direkta reaktioner med syre.
Biologiskt viktiga syreföreningar är bland annat vatten och koldioxid (CO2). Organiska föreningar innehåller ofta syre i form av hydroxyl-radikaler -OH, bland annat alkoholer och socker, organiska syragrupper -COOH och aldehyder -CHO. Eftersom syre är det tredje vanligaste grundämnet i universum är också OH-radikalen och vattenmolekylen H2O universums vanligaste fleratomiga molekyler. Åtskilliga syror, såväl oorganiska som organiska innehåller syre.

### Framställning
Syre framställs industriellt vanligen genom destillation av luft. Först rengörs luften som sedan kondenseras och leds in i en kolonn. I kolonnen värms luften långsamt och syre, jämte argon och kväve, avkokas och utvinns vid respektive kokpunkt.
För exempelvis laboratoriebruk kan syrgas framställas genom elektrolys av vatten.

## Användningsområden
Eftersom målet med människors andning är att uppta syre används syre inom sjukvården för att underlätta andning. Vid bestigning av berg på så hög höjd att lufttrycket blir för lågt för att människan ska kunna tillgodogöra sig tillräckligt med syre utnyttjas ofta medhavda syrgastuber. I rymddräkter används oftast rent syre vid ett reducerat tryck, omkring en tredjedel av trycket vid jordytan. Rymddräktens bärare får då ungefär normalt partialtryck av syre i blodet, samtidigt som dräkten inte blir så styv som en dräkt fylld med gas vid normalt lufttryck skulle bli. 
Syrgas blandad med vätgas i proportionen 1:2 bildar knallgas. Precis som namnet antyder så blir det en stor knall när gasen antänds och restprodukten från den våldsamma reaktionen är vattenånga. I verkstadsindustrin används syre vid gassvetsning, skärning, lödning, tillämpningar av plasma och laser och vid tillverkning av stål och metanol. Syre kan också användas som oxideringsmedel i en raketmotor.
I pappersindustrin används syre för att bleka pappersmassa.
Syre har E-nummer E 948.

## Historia

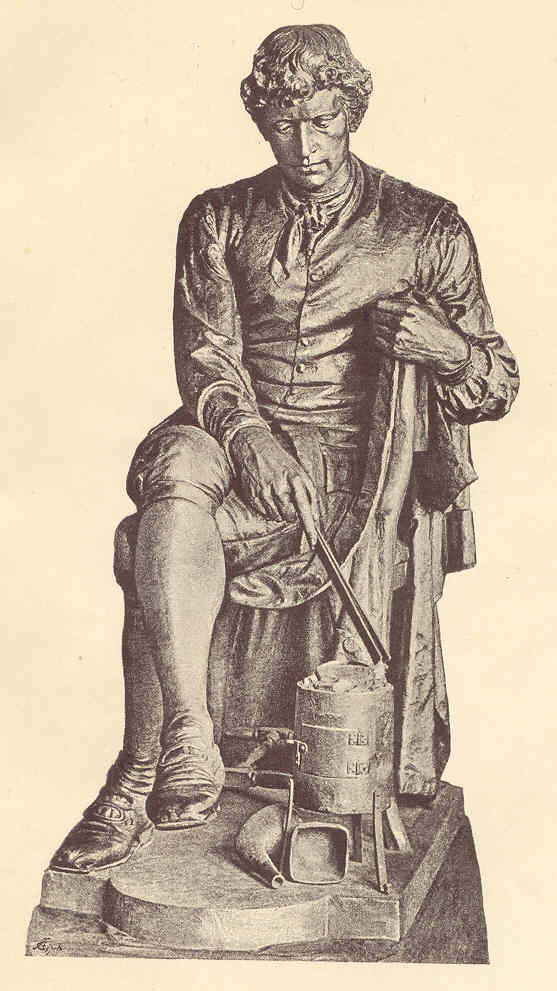
Carl Wilhelm Scheele

Syre beskrevs första gången vetenskapligt av den polske alkemisten Michael Sendivogius under slutet av 1500-talet. Han kallade gasen som avges av uppvärmt salpeter för "livets elixir".
Syre upptäcktes mer kvantitativt av den svenske apotekaren Carl Wilhelm Scheele någon gång före 1773, men upptäckten publicerades inte förrän efter att Joseph Priestley den 1 augusti 1774 upptäckte vad han kallade deflogistoniserad luft (se flogiston). Priestley publicerade sina upptäckter 1775 och Scheele 1777, varför Priestley ofta ges äran för upptäckten. Både Scheele och Priestley producerade syre genom att värma upp kvicksilver(II)oxid.
Scheele kallade gasen 'eldluft' eftersom den var den enda kända gasen som kunde upprätthålla förbränning. Senare upptäcktes att gasen är nödvändig för allt djurliv och den kallades även "livsviktig luft". Slutligen gav Antoine Laurent Lavoisier gasen namnet oxygen, vilket betyder "syra-bildare" på grekiska. Man trodde då felaktigt att alla syror innehåller syre. Det svenska namnet syre härstammar även från detta.